# Doppelwohnhaus Dresdner Straße 129/131

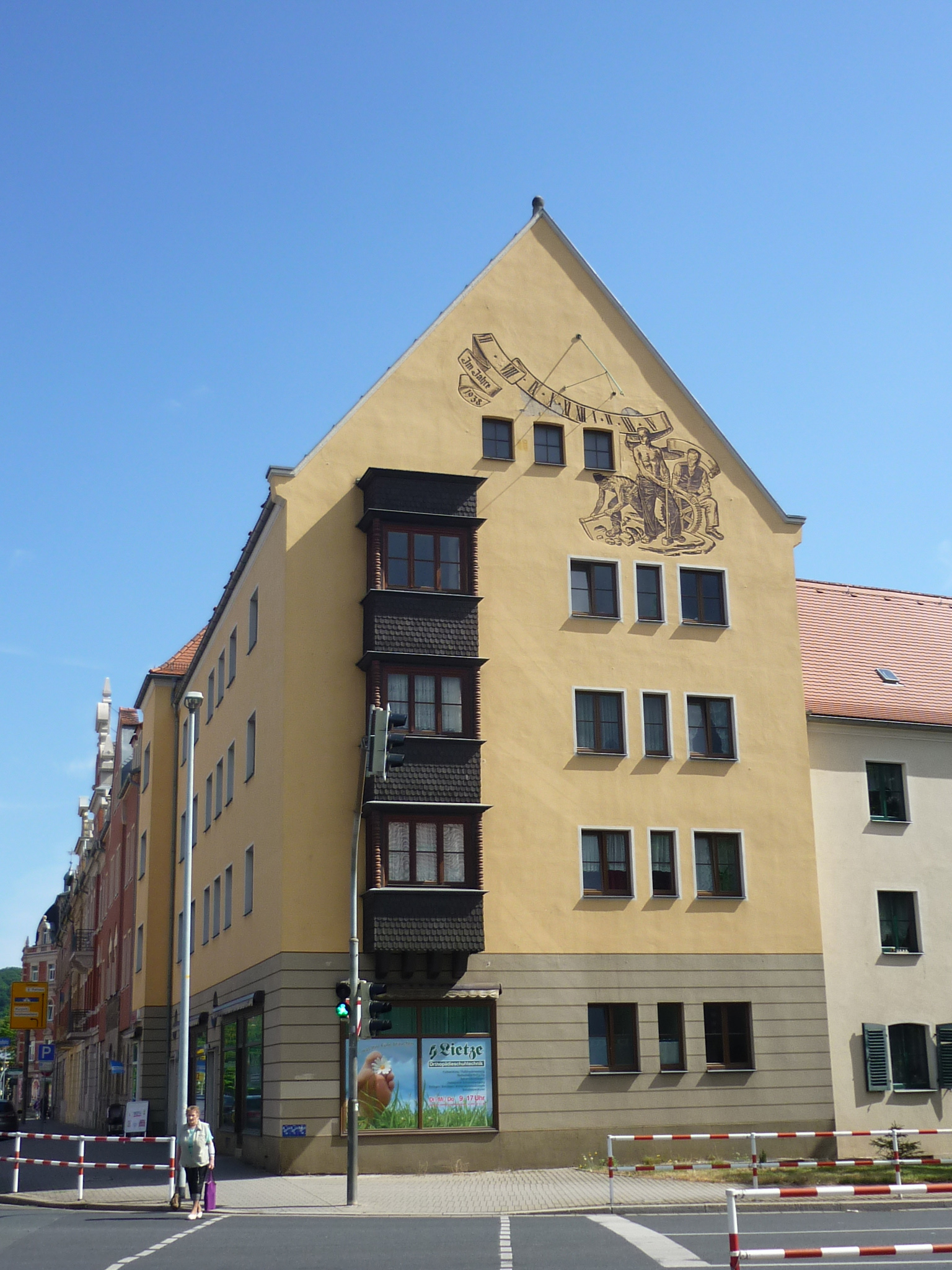
Ansicht des Giebels mit Sgraffito, 2014

Das Doppelwohnhaus Dresdner Straße 129/131 ist ein denkmalgeschütztes Gebäude im Freitaler Stadtteil Döhlen. Das Eckhaus mit der markanten Sonnenuhr entstand als Teil der Neubebauung der Dresdner Straße in Neudöhlen in den 1930er Jahren.

## Lage und Baubeschreibung
Das Wohnhaus befindet sich auf der Nordseite der Ecke von Dresdner Straße und Platz des Friedens. Es hat eine Grundfläche von etwa 10 × 25 Metern, vier reguläre Geschosse und ein Dachgeschoss. Das Dach schließt am südlichen Giebel als Satteldach, gen Norden als Krüppelwalmdach ab. Die Traufseite verläuft entlang der Dresdner Straße, dort befinden sich auch die zwei Eingänge, Nr. 129 in einem Eingangsrisaliten. Die Ecke zur Kreuzung wird durch einen dreigeschossigen hölzernen Erker betont. Das Erdgeschoss enthält Ladenflächen und ist gestalterisch von den darüberliegenden Stockwerken, die Wohnungen beherbergen, abgesetzt. Am Giebel zum Platz des Friedens befindet sich das Sgraffito „Arbeiter der Faust und der Stirn“, zu dem auch eine Sonnenuhr schräg unterhalb der Giebelspitze gehört.
Nach Osten schließt sich direkt rechtwinklig das ebenfalls denkmalgeschützte Doppelwohnhaus Platz des Friedens 1/3 an, in der geschlossenen Häuserzeile zwischen Platz des Friedens und Goethestraße, deren Teil auch das Doppelwohnhaus Dresdner Straße 129/131 ist, sind zudem noch die Gebäude Nr. 121, 123 und 125 denkmalgeschützt.
Unter anderem aufgrund seiner baugeschichtlichen Bedeutung ist das Wohnhaus in die Kulturdenkmalliste aufgenommen worden.

## Geschichte
Das Gebäude wurde 1938 nach Plänen des Dresdner Architekten Willimartin Romberger errichtet. Das Sgraffito schuf der Kunstmaler Bernhard Müller. Das Wohnhaus entstand im Zusammenhang mit der sich im Süden anschließenden Häuserzeile entlang der Dresdner Straße und dem Storchenbrunnen. Es war Teil von Planungen für die Errichtung eines Stadtzentrums für die 1921 gegründete Stadt Freital, die auf den Architekten Max Hans Kühne zurückgingen und eine Weiterentwicklung der Zentrumskonzeption Rudolf Bitzans rund um den Neumarkt waren. Kühnes Planungen sahen etwa auch die Errichtung eines neuen städtischen Rathauses am Hang hinauf nach Burgk nahe dem heutigen Platz des Friedens vor, sodass das Doppelwohnhaus als städtebaulicher Auftakt für das geplante Stadtzentrum wirken konnte.
Das Sgraffito und der Erker wurden zuletzt 2019 instand gesetzt.